# TOKYO UPDATE
TOKYO UPDATE（トウキョウ・アップデイト）は、2004年10月から2008年9月までTOKYO FMで放送されていたニュース番組である。放送時間は3分前後のミニ番組。

## 概要
大抵各時の55分頃から放送され、平日のワイド番組に内包、または番組終了後に独立した形で放送された。
最新のニュースからスポーツの結果や天気予報などを伝え、交通情報とあわせて放送していた（金16:57、平日23:55、24:55は交通情報を放送しない）。平日24:55は、昨日のニュースから昨日のスポーツ結果、今日の天気情報などを伝えていた。
オープニングのジングルは平日は「ビーピ、ピ、ピピ」の音で、土日は別の音が流れて、「TOKYO UPDATE」の声が入って放送する形になっていた。
ちなみに、金曜深夜に放送されていたワイド番組『茂木淳一のバーチカル・ドロップ』のコーナー「TOKYO コーンフレーク」というニュースコーナーではこのBGMが流用された。

## 来歴
- 2004年10月 - それまでの平日のワイド番組に内包されていた『TOKYO FMニュース』を改題する形でスタート。当初は平日のみの放送だった。
- 2005年4月 - 放送時間を土日と夜間にも拡大し、それまで放送されていた『TOKYO FMニュース』と称する番組は終了となった。
- 2008年10月 - この秋改編により『TOKYO UPDATE』は終了し、平日・土日すべての枠が『TOKYO FM NEWS』に引き継がれた。

## 放送時刻・アナウンサー
2008年9月現在。

### 平日

#### 日中
計46回。
放送時刻
9:55、11:55、12:51、13:55、15:55、月 - 木16:47頃、金14:52・金16:57
アナウンサー
7人のキャスターが日替わりで担当。但し、水曜は藤丸が担当する確率が高い。
- 古賀涼子
- 戸澤愛
- 村田睦
- 藤丸由華
- 飛田厚史
- 今井広海
- 柴田幸子

#### 夜間
放送時刻
月 - 木18:55、金22:55、23:55、24:55
アナウンサー
- 大橋俊夫（月 - 水18:55、金曜）
- 須藤悟（月23:55、24:55）
- アナウンサー（火23:55、24:55）
- 中村務（水23:55、24:55）
- アナウンサー（木18:55）
- アナウンサー（木23:55、24:55）

### 週末
計20回（土曜9回、日曜11回）。

#### 土曜日
2008年8月第2土曜は5:55も放送して計10回放送した。
- 大橋俊夫（6:55、7:55）
- 村田睦（9:55、11:55、15:55）
- 原つとむ・別のアナウンサー（隔週）（18:55、20:55、21:55、23:55）

#### 日曜日
他のキャスターが担当することがある。
- 原つとむ・別のアナウンサー（隔週）（7:55、9:55）
- 藤丸由華（8:55）
- アナウンサー（11:55、13:55、15:55、16:55）
※ 16:55は「東京都道路整備保全公社」のスポンサーが入る。
- 中村務（18:55）
- 小笠原聖（20:55、21:55、23:55）

## タイムテーブル
| 時 | 月 - 木 | 月 - 木                                                                         | 金    | 金              | 土    | 土                            | 日    | 日             |
| 時 | 時刻    | 担当者                                                                          | 時刻  | 担当者          | 時刻  | 担当者                        | 時刻  | 担当者         |
| -- | ------- | ------------------------------------------------------------------------------- | ----- | --------------- | ----- | ----------------------------- | ----- | -------------- |
| 6  |         |                                                                                 |       |                 | 6:55  | - 大橋俊夫                    |       |                |
| 7  |         |                                                                                 |       |                 | 7:55  | - 大橋俊夫                    | 7:55  | 土曜夜間担当者 |
| 8  |         |                                                                                 |       |                 |       |                               | 8:55  | - 藤丸由華     |
| 9  | 9:55    | 7人のキャスターが日替わりで担当                                                 | 9:55  | 月 - 木曜と同上 | 9:55  | - 村田睦                      | 9:55  | 土曜夜間担当者 |
| 10 |         |                                                                                 |       |                 |       |                               |       |                |
| 11 | 11:55   | 9:55と同じ担当者                                                                | 11:55 | 月 - 木曜と同上 | 11:55 | - 村田睦                      | 11:55 | - アナウンサー |
| 12 | 12:51   | 9:55と同じ担当者                                                                | 12:51 | 月 - 木曜と同上 |       |                               |       |                |
| 13 | 13:55   | 9:55と同じ担当者                                                                | 13:55 | 月 - 木曜と同上 |       |                               | 13:55 | - アナウンサー |
| 14 |         |                                                                                 | 14:52 | 月 - 木曜と同上 |       |                               |       |                |
| 15 | 15:55   | 9:55と同じ担当者                                                                | 15:55 | 月 - 木曜と同上 | 15:55 | - 村田睦                      | 15:55 | - アナウンサー |
| 16 | 16:47   | 9:55と同じ担当者                                                                | 16:57 | 月 - 木曜と同上 |       |                               | 16:55 | - アナウンサー |
| 17 |         |                                                                                 |       |                 |       |                               |       |                |
| 18 | 18:55   | - 大橋俊夫（月 - 水） - アナウンサー（木曜）                                    |       |                 | 18:55 | - 原つとむ - 別のアナウンサー | 18:55 | - 中村務       |
| 19 |         |                                                                                 |       |                 |       |                               |       |                |
| 20 |         |                                                                                 |       |                 | 20:55 | - 原つとむ - 別のアナウンサー | 20:55 | - 小笠原聖     |
| 21 |         |                                                                                 |       |                 | 21:55 | - 原つとむ - 別のアナウンサー | 21:55 | - 小笠原聖     |
| 22 |         |                                                                                 | 22:55 | - 大橋俊夫      |       |                               |       |                |
| 23 | 23:55   | - 須藤悟（月曜） - アナウンサー（火曜） - 中村務（水曜） - アナウンサー（木曜） | 23:55 | - 大橋俊夫      | 23:55 | - 原つとむ - 別のアナウンサー | 23:55 | - 小笠原聖     |
| 24 | 24:55   | 23:55と同じ担当者                                                               | 24:55 | - 大橋俊夫      |       |                               |       |                |